# Bistra (Maramureș)
Bistra é uma comuna romena localizada no distrito de Maramureș, na região histórica da Transilvânia. A comuna possui uma área de 132.29 km² e sua população era de 4269 habitantes segundo o censo de 2007.